# Chen Weiqiang
Chen Weiqiang (chiń. 陳偉強; ur. 7 czerwca 1958 w Dongguanie) – chiński sztangista.
Złoty medalista olimpijski (1984), mistrz świata (1984) oraz złoty medalista igrzysk azjatyckich (1982). Startował w wadze muszej (do 52 kg), koguciej (do 56 kg) oraz piórkowej (do 60 kg).

## Osiągnięcia

### Letnie igrzyska olimpijskie
- Los Angeles 1984 –  złoty medal (waga piórkowa)

### Mistrzostwa świata
- Gettysburg 1978 – 6. miejsce (waga kogucia)
- Saloniki 1979 – 7. miejsce (waga kogucia)
- Los Angeles 1984 –  złoty medal (waga piórkowa) – mistrzostwa rozegrano w ramach zawodów olimpijskich

### Igrzyska azjatyckie
- Nowe Delhi 1982 –  złoty medal (waga piórkowa)

### Rekordy świata
- Szanghaj 29.06.1979 – 151,5 kg w podrzucie (waga kogucia)
- Saloniki 04.11.1979 – 153 kg w podrzucie (waga kogucia)